# Alajú
El alajú (también alhajú), alajuz, alejur, o alfajor, es un dulce con forma de torta, típico de Castilla, propio de la provincia de Cuenca (España), hecho tradicionalmente de una masa a base de almendras, pan rallado y tostado, especias finas y miel bien cocida, cubierta de dos obleas por ambos lados de la torta; en otras ocasiones se usan nueces y, a veces, piñones, en vez de almendras.

## Características
El alajú es típico también de algunas zonas de Valencia limítrofes con Castilla-La Mancha, concretamente del Rincón de Ademuz, donde los turroneros artesanos lo venden en sus puestos durante las fiestas populares. También en la comarca Requena-Utiel,con tradiciones más castellanas que valencianas, ya que administrativamente fue parte de la provincia de Cuenca hasta 1851. Su consumo es también típico en la localidad de Moratalla en el noroeste de la Región de Murcia así como en toda la zona de la Alcarria, lo que incluye el sur de Guadalajara, dada la abundancia y calidad de la miel necesaria para su elaboración. Su nombre proviene del idioma de sus inventores, los árabes, al-hasú que significa 'relleno'.
Fue también un postre típico de Tudela, siendo su receta prácticamente la misma que la que se realiza actualmente en Cuenca. Es un postre prácticamente perdido y del que solo quedan referencias escritas de su existencia. Actualmente, se realizan dos turrones con composición similar, llamados miel royo y turrón royo, que se diferencian del alajú en que estos no tienen pan rallado.
Últimamente, el alajú se tiende a recuperar gracias a su promoción en medios de comunicación y actividades populares.